# Fleringe distrikt
Fleringe distrikt är ett distrikt i Gotlands kommun och Gotlands län. 
Distriktet ligger på norra delen av Gotland.

## Tidigare administrativ tillhörighet
Distriktet inrättades 2016 och utgörs av socknen Fleringe.
Området motsvarar den omfattning Fleringe församling hade vid årsskiftet 1999/2000.

## Bilder

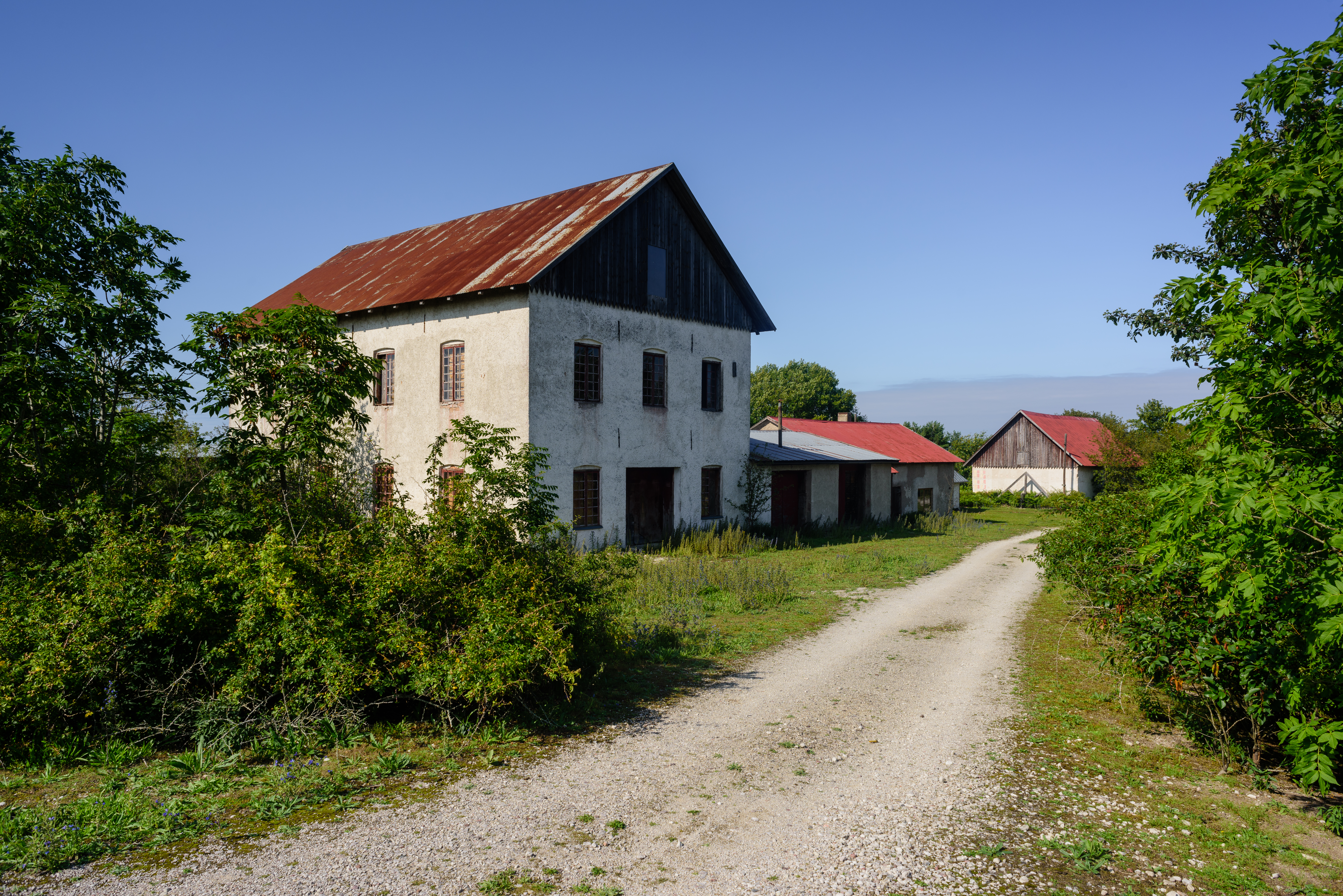
Bebyggelse i Ar.
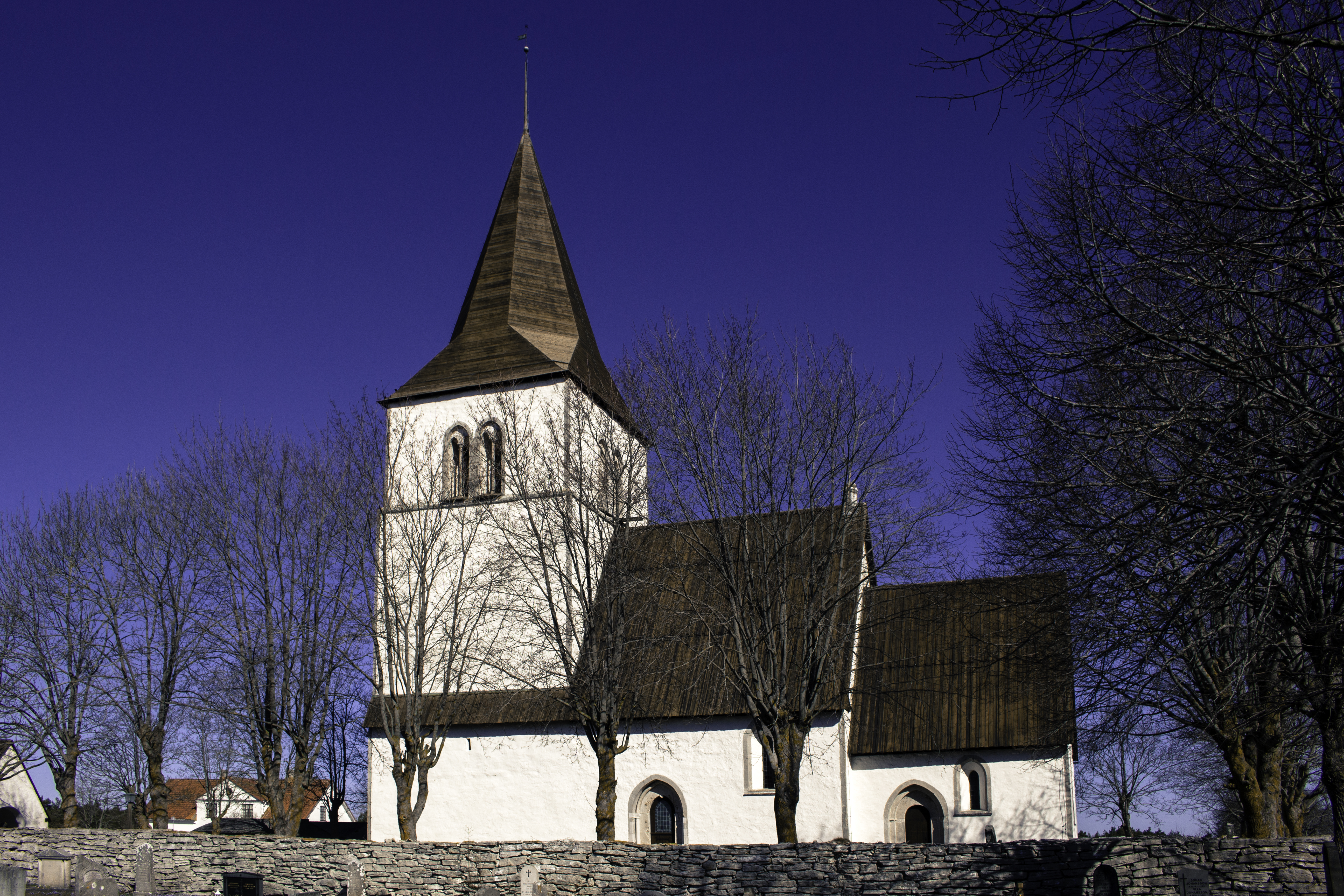
Fleringe kyrka.
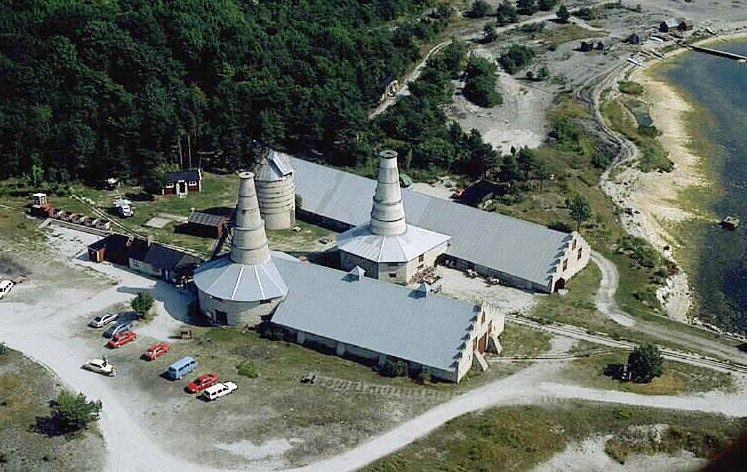
Bläse kalkbruksmuseum.
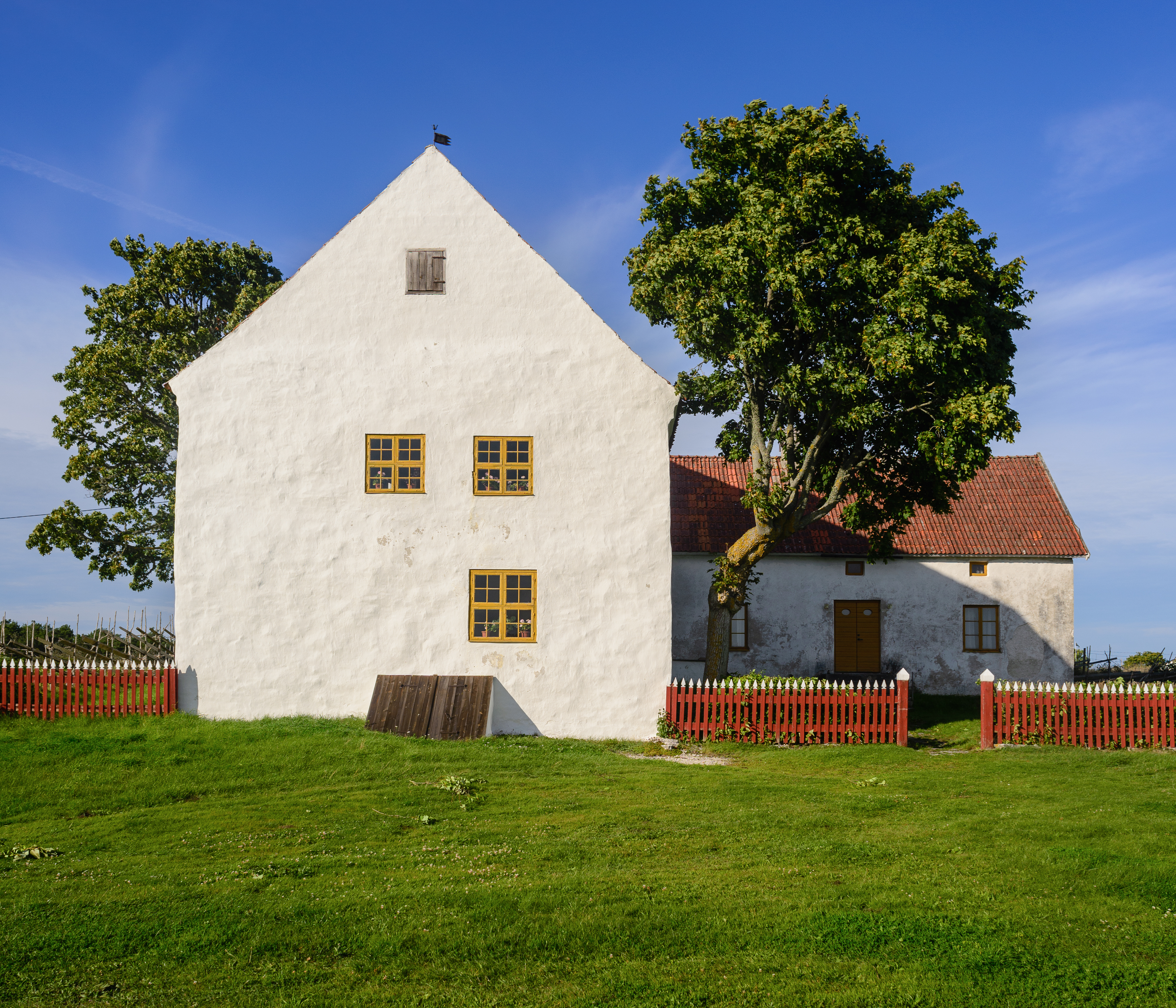
Groddagården.